# حمص أطلسي
حمص أطلسي (الاسم العلمي:Cicer atlanticum) هي نوع نباتي يتبع جنس الحمص من فصيلة البقولية.